# Opernbesetzungen der Salzburger Festspiele 1992 bis 1995
Die Opernbesetzungen der Salzburger Festspiele 1992 und 1995 umfassen alle Neuproduktionen der Salzburger Festspiele in den Jahren 1992 bis 1995, in welchen die Festspiele vom neuen Intendanten Gerard Mortier geprägt wurden. Mortier beendete den Stillstand der letzten Phase Herbert von Karajans und Karl Böhms bei den Festspielen, erneuerte das Festival inhaltlich und personell, lud die Exponenten des sogenannten Regietheaters zu Opernproduktionen in Salzburg ein und erschloss neue, jüngere Publikumsschichten.

## Oper 1992
| La clemenza di Tito, Opera seria von Wolfgang Amadeus Mozart, KV 621, Libretto von Caterino Tommaso Mazzolà nach Pietro Metastasio, 27. Juli bis 9. August 1992, Kleines Festspielhaus (fünf Aufführungen) | | | |
| Wiener Philharmoniker Wiener Staatsopernchor Peter Burian Choreinstudierung Robert Kettelson Hammerklavier Gustav Kuhn                                                                                     | Ursel Herrmann, Karl-Ernst Herrmann                                                                                | Daniela Dessì, Margaret Marshall Vitellia Elizabeth Norberg Schulz Servilia Ann Murray Sesto Vesselina Kasarova Annio                                                     | Ben Heppner Tito Vespasiano Pietro Spagnoli Publio |
| Z Mrtvého Domu, Oper in drei Akten von Leoš Janáček (Text und Musik) nach Dostojewskis Aufzeichnungen aus einem Totenhaus, 30. Juli bis 21. August 1992, Großes Festspielhaus (vier Aufführungen)          | | | |
| Wiener Philharmoniker Wiener Staatsopernchor Peter Burian Choreinstudierung Claudio Abbado | Klaus Michael Grüber Eduardo Arroyo Vinicio Cheli Ellen Hammer Dramaturgie                                         | Elżbieta Szmytka Aljeja Christiane Young Dirne Andrea Rost Stimme hinter der Szene                                                                                        | Nicolai Ghiaurov A. P. Gorjantschikow Barry McCauley Filka/Luka Bojidar Nikolov Großer Sträfling Richard Novak Kleiner Sträfling Harry Peeters Platzkommandant Josef Veverka Ganz alter Sträfling Philip Langridge Skuratow Pavel Kamas Tschekunow Ulrich Großrubatscher Betrunkener Sträfling Walter Zeh Koch Josef Stangl Schmied Franz Wimmer Pope Stefan Margita Junger Sträfling Richard Haan Sträfling/Don Juan Alexander Oliver Kedril Heinz Zednik Schapkin Monte Pederson Schischkow Miroslav Kopp Tscherewin Peter Fraiss 1. Wache Nikolaus Simkovsky 2. Wache |
| Die Frau ohne Schatten von Hugo von Hofmannsthal und Richard Strauss, 5. bis 26. August 1992, Großes Festspielhaus (fünf Aufführungen)                                                                     | | | |
| Wiener Philharmoniker Wiener Staatsopernchor Peter Burian Choreinstudierung Sir Georg Solti | Götz Friedrich Rolf Glittenberg, Marianne Glittenberg Franz Peter David                                            | Cheryl Studer Kaiserin Marjana Lipovšek Amme Elizabeth Norberg Schulz Hüter der Schwelle des Tempels Andrea Rost Falke Elzbieta Ardam Stimme von oben Éva Marton Färberin | Thomas Moser Kaiser Bryn Terfel Geisterbote Herbert Lippert Jüngling Robert Hale Barak, der Färber Manfred Hemm Einäugiger Hans Franzen Einarmiger Wilfried Gahmlich Buckliger |
| Le nozze di Figaro, Opera buffa in vier Akten von Wolfgang Amadeus Mozart, KV 492, Libretto von Lorenzo da Ponte nach Beaumarchais, 14. bis 29. August 1992, Großes Festspielhaus (fünf Aufführungen)      | | | |
| Wiener Philharmoniker Wiener Staatsopernchor Peter Burian Choreinstudierung Bernard Haitink | Michael Hampe John Gunter, Carlo Diappi Hans Toelstede                                                             | Felicity Lott, Margaret Marshall, Lucia Popp Contessa Sylvia McNair Susanna Monica Bacelli Cherubino Klara Takacs Marcellina Malin Hartelius Barbarina                    | Thomas Allen Conte Almaviva Ferruccio Furlanetto Figaro Arthur Korn Bartolo Robert Tear Basilio Alexander Oliver Don Curzio Alfred Kuhn Antonio |
| Saint François d’Assise, Oper in drei Akten von Olivier Messiaen (Dichtung und Musik), 17. bis 28. August 1992, Felsenreitschule (vier Aufführungen)                                                       | | | |
| Los Angeles Philharmonic Orchestra Arnold Schoenberg Chor Erwin Ortner Choreinstudierung Esa-Pekka Salonen                                                                                                 | Peter Sellars George Tsypin, Dunya Ramicova James F. Ingalls                                                       | Dawn Upshaw L’Ange Sara Rudner Tanzender Engel | José van Dam Saint Francois Ronald Hamilton Le Lépreux Urban Malmberg Frère Léon John Aler Frère Massée Thomas Young Frère Élie Tom Krause Frère Bernard Akos Banlaky Frère Sylvestre Reinhard Koller Frère Ruffin |
| La finta giardiniera, Oper von Wolfgang Amadeus Mozart, KV 196, Libretto von Giuseppe Petrosellini, 18. und 28. August 2015, Salzburger Landestheater (sechs Termine)                                      | | | |
| Mozarteumorchester Salzburg Sylvain Cambreling | Ursel Herrmann, Karl-Ernst Herrmann Wolfgang Göbbel                                                                | Joanna Kozłowska Sandrina Malvina Major Arminda Anne Sofie von Otter Ramiro Elżbieta Szmytka Serpetta Mireille Mossé ***                                                  | Ugo Benelli Podestà Laurence Dale Belfiore Dale Duesing Nardo |
| Salome, Oper von Oscar Wilde und Richard Strauss, 20. bis 30. August 1992, Kleines Festspielhaus (fünf Aufführungen)                                                                                       | | | |
| Wiener Philharmoniker Christoph von Dohnányi | Luc Bondy Erich Wonder, Susanne Raschig Alexander Koppelmann Lucinda Childs Choreographie Dieter Sturm Dramaturgie | Catherine Malfitano Salome Hanna Schwarz Herodias Randi Stene Page Rannveig Braga Sklavin                                                                                 | Kenneth Riegel Herodes Bryn Terfel Jochanaan Peter Seiffert Narraboth Uwe Peper 1. Jude Robin Leggate 2. Jude Uwe Schönbeck 3. Jude Ferdinand Seiler 4. Jude Andreas Kohn 5. Jude Peter Rose 1. Narazener Martin Gantner 2. Narazener Frode Olsen 1. Soldat Georg Paucker 2. Soldat Walter Zeh Cappadocier |

Konzertante Aufführungen:
- Tancredi, Oper in zwei Akten von Gioachino Rossini, Libretto von Gaetano Rossi, nach der Tragödie Tancrède von Voltaire. Mit Vesselina Kasarova (Tancredi), Nelly Miricioiu (Amenaide), Donald Kaasch (Argirio), David Pittsinger (Orbazzano), Ruxandra Donose (Isaura), Caroline Maria Petrig (Roggiero). ORF-Symphonieorchester, Konzertvereinigung Wiener Staatsopernchor, Peter Burian (Choreinstudierung), Giancarlo Andretta (Cembalo), Pinchas Steinberg (Dirigent). 22. und 26. August 1992, Felsenreitschule.

## Oper 1993
| L’incoronazione di Poppea, 24. Juli bis 18. August 1993, Großes Festspielhaus (sieben Aufführungen)                                                                      | | | |
| Concentus Musicus Wien Nikolaus Harnoncourt | Jürgen Flimm Rolf Glittenberg, Marianne Glittenberg Franz Peter David                                              | Elisabeth von Magnus Fortuna Petra Lang Virtú Sylvia McNair Poppea Marjana Lipovšek Ottavia Andrea Rost Drusilla Birgit Remmert Nutrice Anna Steiger Damigella                              | Solist des Tölzer Knabenchors Amore Philip Langridge Nerone Jochen Kowalski Ottone Kurt Moll Seneca Hans Jürgen Lazar Arnalta Peter Straka Arnalta/Konsul Markus Schäfer 1. Famigliaro/Konsul Wolfgang Holzmair 2. Famigliaro/Tribun Franz-Josef Selig 3. Famigliaro/Tribun Mario Steller Littore/Tribun Oliver Widmer Liberto Capitano/Tribun Scot Weir Valletto/Konsul Volker Vogel Erster Soldat/Konsul Christoph Späth Zweiter Soldat/Konsul Solisten des Tölzer Knabenchors Drei Amoretten |
| L’Orfeo, 27. Juli bis 26. August 1993, Residenzhof (zehn Aufführungen)                                                                                                   | | | |
| Orchester derzeit nicht bekannt Concerto Vocale, Stuttgart René Jacobs                                                                                                   | Herbert Wernicke Inszenierung, Bühne, Kostüme Albrecht Puhlmann Dramaturgie                                        | Susan Graham, Monica Bacelli La Musica Monica Bacelli Euridice Heidi Grant Murphy Nymphe Debora Beronesi Nymphe/Messaggera/La Speranza Therese Feighan Nymphe/Prosapina                     | Laurence Dale Orfeo Jules Bastin Hirt/Caronte Reinhard Hagen Hirt/Plutone Nicolas Rivenq Hirt/Echo/Apollo Jean-Paul Fouchécourt, Barry Banks, Gilles Ragon, Roman Trekel, Lynton Black Hirten/Geister |
| Così fan tutte, 29. Juli bis 7. August 1993, Kleines Festspielhaus (fünf Aufführungen)                                                                                   | | | |
| Wiener Philharmoniker Wiener Staatsopernchor Dietrich D. Gerpheide Choreinstudierung Wolfgang Herzer Violoncello Giancarlo Andretta Hammerklavier Christoph von Dohnányi | Erwin Piplits , Ulrike Kaufmann Klaus Kretschmer                                                                   | Solveig Kringelborn Fiordiligi Jennifer Larmore Dorabella Elżbieta Szmytka, Cecilia Bartoli Despina                                                                                         | Bruce Ford Ferrando Jeffrey Black Guglielmo Ferruccio Furlanetto Don Alfonso |
| Die Zauberflöte, 1. bis 29. August 1993, Felsenreitschule (sieben Aufführungen)                                                                                          | | | |
| Wiener Philharmoniker Wiener Staatsopernchor Dietrich D. Gerpheide Choreinstudierung Bernard Haitink                                                                     | Johannes Schaaf Rolf Glittenberg, Marianne Glittenberg Franz Peter David Wolfgang Willaschek Dramaturgie           | Sumi Jo, Sally Wolf Königin der Nacht Ruth Ziesak Pamina, ihre Tochter Soile Isokoski Erste Dame Helene Schneiderman Zweite Dame Catherine Wyn-Rogers Dritte Dame Edith Lienbacher Papagena | René Pape Sarastro Deon van der Walt Tamino Tölzer Knaben Drei Knaben Anton Scharinger Papageno Heinz Zednik Monostatos, ein Mohr Franz Grundheber Sprecher Wojciech Maciejowski Erster Geharnischter Goran Simić Zweiter Geharnischter Volker Vogel Priester |
| Falstaff, 10. bis 30. August 1993, Großes Festspielhaus (sechs Aufführungen)                                                                                             | | | |
| Wiener Philharmoniker Wiener Staatsopernchor Dietrich D. Gerpheide Choreinstudierung Sir Georg Solti                                                                     | Luca Ronconi Margherita Palli, Vera Marzot Vinicio Cheli                                                           | Luciana Serra Mrs. Alice Ford Elizabeth Norberg Nannetta Marjana Lipovšek Mrs. Quickly Susan Graham Mrs. Meg Page                                                                           | José van Dam Sir John Falstaff Vladimir Chernov Ford Luca Canonici Fenton Kim Begley Dott. Cajus Pierre Lefebvre Bardolfo Mario Luperi Pistola |
| Salome, 13. bis 18. August 1993, Kleines Festspielhaus (drei Aufführungen)                                                                                               | | | |
| Wiener Philharmoniker Christoph von Dohnányi | Luc Bondy Erich Wonder, Susanne Raschig Alexander Koppelmann Lucinda Childs Choreographie Dieter Sturm Dramaturgie | Catherine Malfitano Salome Hanna Schwarz Herodias Randi Stene Page Rannveig Braga Sklavin                                                                                                   | Kenneth Riegel Herodes Bryn Terfel Jochanaan Kim Begley Narraboth Uwe Peper 1. Jude Robin Leggate 2. Jude Uwe Schönbeck 3. Jude Ferdinand Seiler 4. Jude Andreas Kohn 5. Jude Peter Rose 1. Narazener Martin Gantner 2. Narazener Frode Olsen 1. Soldat Georg Paucker 2. Soldat Walter Zeh Cappadocier |
| Lucio Silla, 25. bis 30. August 1993, Kleines Festspielhaus (drei Aufführungen)                                                                                          | | | |
| Camerata Academica Salzburg Marcus Fohr Cembalo II Wiener Staatsopernchor Dietrich D. Gerpheide Choreinstudierung Sylvain Cambreling Dirigent und Cembalo I              | Peter Mussbach Robert Longo Max Keller Veit Volkert Dramaturgie                                                    | Ľuba Orgonášová Giunia Ann Murray Cecilio Elżbieta Szmytka Lucio Cinna Heidi Grant Murphy Celia                                                                                             | Anthony Rolfe Johnson Lucio Silla Barry Banks Aufidio |

## Oper 1994
| The Rake’s Progress, 27. Juli bis 6. August 1994, fünf Aufführungen | | | |
| Camerata Academica Salzburg Wiener Staatsopernchor Dietrich D. Gerpheide Choreinstudierung Ann Beckman Cembalo Sylvain Cambreling                                                                                                  | Peter Mussbach Jörg Immendorff Max Keller                                                          | Sylvia McNair Anne Truelove Grace Bumbry Bab the Turk Linda Ormiston Mother Goose                                                             | Jerry Hadley Tom Rackwell Monte Pederson Nick Shadow Peter Rose Truelove Uwe Schönbeck Sellem Jonathan Best Keeper |
| Don Giovanni, 28. Juli bis 26. August 1994, Großes Festspielhaus (acht Aufführungen) | | | |
| Wiener Philharmoniker Wiener Staatsopernchor Dietrich D. Gerpheide Choreinstudierung Instrumental Ensemble Salzburg Bühnenmusik Alessandro De Marchi Cembalo Daniel Barenboim                                                      | Patrice Chéreau Richard Peduzzi, Moidele Bickel Dominique Bruguière Giuseppe Frigeni Choreographie | Lella Cuberli Donna Anna Catherine Malfitano Donna Elvira Cecilia Bartoli, Darla Brooks Zerlina                                               | Ferruccio Furlanetto Don Giovanni Bryn Terfel Leporello Matti Salminen Il Commendatore Peter Seiffert, Laurence Dale Don Ottavio Andreas Kohn Masetto |
| L’histoire du Soldat, 29. Juli bis 28. August 1994, Festspielzelt, Toskanatrakt der Residenz (elf Aufführungen) | | | |
| Benjamin Schmid, Violine Reinhard Gutschy, Klarinette Eduard Wimmer, Fagott Markus Pronebner, Cornet à pistons Bernhard Jauch, Posaune Martin Grubinger jun., Schlagzeug Brita Bürgschwendtner, Kontrabass Andrej Boreyko Dirigent | Barbara Mundel, Veit Volkert Hermann Feuchter Bühne, Kostüme                                       | Karin Romig Schauspielerin | Gottfried Breituss Martin Lämmerhirt Paco Rosales Thomas Stache Till Löffler Schauspieler |
| Boris Godunow, 7. bis 25. August 1994, Großes Festspielhaus (sieben Aufführungen) | | | |
| Wiener Philharmoniker Wiener Staatsopernchor Slowakischer Philharmonischer Chor Tölzer Knabenchor Dietrich D. Gerpheide Gesamtchorleitung Claudio Abbado                                                                           | Herbert Wernicke Inszenierung, Bühne, Kostüme Albrecht Puhlmann Dramaturgie                        | Liliana Nichiteanu Fjodor Elizabeth Norberg Schulz Xenia Eugenia Gorochowskaja Xenias Amme Marjana Lipovšek Marina Elena Zaremba Schenkwirtin | Samuel Ramey, Anatoli Kotscherga Boris Godunow Philip Langridge Wassili Schuiski Albert Schagidullin Schtschelkalow Anatoli Kotscherga, Alexander Morosow Pimen Sergej Larin Dimitri Monte Pederson Rangoni Aage Haugland Warlaam Wilfried Gahmlich Missail Goran Simić Hauptmann/Nikitisch Alexander Fedin Narr/Leibbojar/Chruschtschow István Gáti Mitjucha/Lowitzki Lubomir Kizek Leibbojar Pavlo Hunka Tschernjakowski Thomas Stache Narr (Double) |
| Ombra felice von Wolfgang Amadeus Mozart, 7. bis 23. August 1992, Residenzhof (sieben Aufführungen) | | | |
| Camerata Academica Salzburg Klaus Stoll Kontrabass Siegmund Weinmeister Hammerklavier Heinz Holliger, Guido Johannes Rumstadt | Ursel Herrmann, Karl-Ernst Herrmann                                                                | Cyndia Sieden Sopran I Elzbieta Szmytka Sopran II Soile Isokoski Sopran III Vesselina Kasarova Alto Mireille Mossé ***                        | Michael Schade Tenor Oliver Widmer, Ludwig Grabmeier Bariton |
| La clemenza di Tito, 16. bis 29. August 1994, Kleines Festspielhaus (sechs Aufführungen) | | | |
| Camerata Academica Wiener Staatsopernchor Dietrich D. Gerpheide Choreinstudierung Mark Hastings Hammerklavier Gustav Kuhn | Ursel Herrmann, Karl-Ernst Herrmann                                                                | Patricia Schuman Vitellia Elizabeth Norberg Schulz Servilia Ann Murray Sesto Susan Graham Annio                                               | Chris Merritt Tito Vespasiano Pietro Spagnoli Publio |

## Oper 1995
| Le nozze di Figaro, 23. Juli bis 7. August 1995, Kleines Festspielhaus (sieben Aufführungen) | | | |
| Chamber Orchestra of Europe Wiener Staatsopernchor Dietrich D. Gerpheide Choreinstudierung Herbert Tachezi Cembalo William Conway Violoncello Nikolaus Harnoncourt                                                 | Luc Bondy Richard Peduzzi, Jacques Schmidt/Emmanuel Peduzzi Jean Luc Chanonat                                                      | Solveigh Kringelborn Contessa di Almaviva Dorothea Röschmann Susanna Susan Graham Cherubino Trudeliese Schmidt Marcellina Martina Esselberger, Katharina Mooslechner Barbarina \| Due Contadine                  | Dmitri Hvorostovsky Il Conte di Almaviva Bryn Terfel Figaro Donato di Stefano Don Bartolo Scot Weir Don Basilio Steve Davislim Don Curzio Lynton Black Antonio |
| Der Rosenkavalier, 30. Juli bis 15. August 2014, Großes Festspielhaus (sechs Aufführungen) | | | |
| Wiener Philharmoniker Wiener Staatsopernchor Dietrich D. Gerpheide Choreinstudierung Mädchenchor der Dommusik Salzburg, Salzburger Domkapellknaben Bühnenorchester der Österreichischen Bundestheater Lorin Maazel | Herbert Wernicke Regie, Bühne, Kostüme Albrecht Puhlmann Produktionsdramaturgie                                                    | Cheryl Studer Feldmarschallin Ann Murray Octavian Heidi Grant Murphy Sophie Isabelle Vernet Leitmetzerin Margit Neubauer Annina Amy Domoracki, Marianne Sattmann, Heidrun Götz Waisen Erika Hathazi Modistin     | Jan-Hendrik Rootering Ochs auf Lerchenau Hakan Hagegard Herr von Faninal Ricardo Cassinelli Valzacchi Stuart Neill Sänger Stephen Richardson Polizeikommissar Ferdinand Seiler Haushofmeister bei Faninal Doug Jones Haushofmeister der Marschallin Peter Tuff Notar Rudolf Schasching Wirt Hakki Özpinar Tierhändler Josef Stangl Hausknecht            |
| La traviata, 5. bis 29. August 1995, Großes Festspielhaus (neun Aufführungen) | | | |
| Wiener Philharmoniker Wiener Staatsopernchor Dietrich D. Gerpheide Choreinstudierung Instrumental Ensemble Salzburg Bühnenmusik Alessandro De Marchi Cembalo Riccardo Muti                                         | Lluis Pasqual Luciano Damiani Vinicio Cheli Reinhild Hoffmann Choreographie                                                        | Andrea Rost, Viktoria Loukianetz, Angela Gheorghiu Violetta Valéry Nicoletta Zanini Flora Bervoix Laura Polverelli Annina                                                                                        | Frank Lopardo Alfredo Germont Renato Bruson Giorgio Germont Wolfgang Bünten Gastone Davide Damiani Baron Douphol Lorenzo Regazzo Marquis d’Obigny Stephen Richardson Doktor Grenvil Ulrich Großrubatscher Giuseppe Werner Kamenik Ein Diener Floras Walter Zeh Ein Dienstmann                                                                            |
| Don Giovanni, 14. bis 23. August 1995, Großes Festspielhaus (fünf Aufführungen) | | | |
| Wiener Philharmoniker Wiener Staatsopernchor Dietrich D. Gerpheide Choreinstudierung Instrumental Ensemble Salzburg Bühnenmusik Alessandro De Marchi Cembalo Daniel Barenboim                                      | Patrice Chéreau Richard Peduzzi, Moidele Bickel Dominique Bruguière Giuseppe Frigeni Choreographie                                 | Lella Cuberli Donna Anna Catherine Malfitano Donna Elvira Vesselina Kasarova Zerlina | Ferruccio Furlanetto Don Giovanni Bryn Terfel Leporello Matti Salminen Il Commendatore Paul Groves Don Ottavio Roberto de Candia Masetto |
| Lulu von Alban Berg nach den Stücken von Frank Wedekind, 20. bis 28. August 1995, Kleines Festspielhaus (vier Aufführungen)                                                                                        | | | |
| Staatskapelle Berlin Instrumental- und Jazzensemble Salzburg Bühnenmusik Michael Gielen | Peter Mussbach Regie und Bühne Andrea Schmidt-Futterer Konrad Lindenberg, Vera Dobroschke                                          | Christine Schäfer Lulu Marjana Lipovšek Gräfin Geschwitz Dagmar Pecková Gymnasiast \| Theatergarderobiere Yunus Dilbèr Eine Fünfzehnjährige Barbara Bornemann Ihre Mutter Katharina Kammerloher Kunstgewerblerin | Robert Gambill Maler \| Neger John Bröcheler Dr. Schön \| Jack David Kuebler Alwa, Komponist Tom Fox Rodrigo \| Tierbändiger Theo Adam Schigolch, ein Greis Graham Clark Marquis \| Prinz \| Kammerdiener Gerd Wolf Theaterdirektor \| Bankier Bernd Riedel Journalist Klaus Häger Kammerdiener Werner Rehm Medizinalrat \| Professor Till Löffler Clown |
| Herzog Blaubarts Burg von Béla Bartók und Erwartung von Arnold Schönberg, 24. bis 30. August 1995, Großes Festspielhaus (drei Aufführungen)                                                                        | | | |
| Wiener Philharmoniker Christoph von Dohnányi | Robert Wilson , Frida Parmeggiani Heinrich Brunke, Robert Wilson Holm Keller Produktionsdramaturgie Giuseppe Frigeni (Choreograph) | Markella Hatziano Judith | Robert Hale Blaubart |
| Wiener Philharmoniker Christoph von Dohnányi | Robert Wilson , Frida Parmeggiani Heinrich Brunke, Robert Wilson Holm Keller Produktionsdramaturgie Giuseppe Frigeni (Choreograph) | Jessye Norman Eine Frau | |